# Echeandia elegans
Echeandia elegans är en sparrisväxtart som beskrevs av Robert William Cruden. Echeandia elegans ingår i släktet Echeandia och familjen sparrisväxter. Inga underarter finns listade i Catalogue of Life.